# Như Xuân (huyện)
Như Xuân là một huyện miền núi nằm ở phía tây nam tỉnh Thanh Hóa, Việt Nam.

## Địa lý
Huyện Như Xuân nằm ở phía tây nam tỉnh Thanh Hóa, có vị trí địa lý:
- Phía bắc giáp huyện Thường Xuân
- Phía đông giáp huyện Như Thanh
- Phía tây giáp huyện Quỳ Châu, tỉnh Nghệ An
- Phía nam giáp huyện Nghĩa Đàn, tỉnh Nghệ An.

Huyện Như Xuân có diện tích tự nhiên 721,72 km²,
dân số năm 2019 là 66.240 người, mật độ dân số đạt 92 người/km²;
dân số năm 2022 là 76.827 người, mật độ dân số đạt 106 người/km².
Trên địa bàn huyện có 4 dân tộc sinh sống chủ yếu gồm: Thái, Kinh, Thổ, Mường. Dân cư sống dọc theo quốc lộ 45 và đường Hồ Chí Minh.

## Lịch sử
Sau năm 1954, huyện Như Xuân có 16 đơn vị hành chính cấp xã, bao gồm 16 xã: Bình Lương, Cán Khê, Cát Tân, Mậu Lâm, Phượng Nghi, Tân Bình, Thanh Kỳ, Thanh Lâm, Thanh Sơn, Thượng Ninh, Xuân Bình, Xuân Du, Xuân Khang, Xuân Thái, Xuân Thọ và Yên Thọ.
Ngày 4 tháng 9 năm 1964, Bộ Nội vụ ban hành Quyết định số 232-NV.Theo đó: 
- Chia xã Cát Tân thành 3 xã: Cát Tân, Cát Vân và Hóa Quỳ
- Chia xã Mậu Lâm thành 2 xã: Mậu Lâm và Phú Nhuận
- Chia xã Thanh Lâm thành 2 xã: Thanh Lâm và Thanh Phong
- Chia xã Thanh Sơn thành 2 xã: Thanh Sơn và Thanh Quân
- Chia xã Thượng Ninh thành 2 xã: Thượng Ninh và Yên Lễ
- Chia xã Xuân Khang thành 2 xã: Xuân Khang và Hải Vân
- Chia xã Xuân Thái thành 2 xã: Xuân Thái và Xuân Phúc.

Ngày 15 tháng 3 năm 1969, thành lập thị trấn nông trường Bãi Trành.
Ngày 29 tháng 8 năm 1980: 
- Chia xã Yên Thọ thành 2 xã: Yên Thọ và Yên Lạc
- Chia xã Thanh Kỳ thành 2 xã: Thanh Kỳ và Phú Sơn
- Chuyển xã Phú Sơn về huyện Tĩnh Gia quản lý.

Ngày 2 tháng 10 năm 1981, chia xã Hóa Quỳ thành 2 xã: Hóa Quỳ và Xuân Quỳ.
Ngày 14 tháng 12 năm 1984: 
- Chia xã Thanh Kỳ thành 2 xã: Thanh Kỳ và Thanh Tân
- Chia xã Thanh Lâm thành 2 xã: Thanh Lâm và Thanh Xuân.

Ngày 29 tháng 2 năm 1988: 
- Chia xã Hải Vân thành 2 xã: Hải Long và Hải Vân
- Chia xã Xuân Phúc thành 2 xã: Xuân Phúc và Phúc Đường.

Ngày 14 tháng 9 năm 1989, thành lập thị trấn Yên Cát (thị trấn huyện lị huyện Như Xuân) trên cơ sở một phần diện tích và dân số của xã Yên Lễ.
Cuối năm 1995, huyện Như Xuân có thị trấn Yên Cát, thị trấn nông trường Bãi Trành và 30 xã: Bình Lương, Cán Khê, Cát Tân, Cát Vân, Hải Long, Hải Vân, Hóa Quỳ, Mậu Lâm, Phú Nhuận, Phúc Đường, Phượng Nghi, Tân Bình, Thanh Kỳ, Thanh Lâm, Thanh Phong, Thanh Quân, Thanh Sơn, Thanh Tân, Thanh Xuân, Thượng Ninh, Xuân Bình, Xuân Du, Xuân Khang, Xuân Phúc, Xuân Quỳ, Xuân Thái, Xuân Thọ, Yên Lạc, Yên Lễ, Yên Thọ.
Ngày 18 tháng 11 năm 1996, tách 16 xã: Thanh Kỳ, Thành Tân, Xuân Thái, Yên Lạc, Yên Thọ, Xuân Phúc, Phúc Đường, Xuân Thọ, Xuân Khang, Hải Long, Phú Nhuận, Mậu Lâm, Phượng Nghi, Xuân Du, Cán Khê và Hải Vân thành lập huyện Như Thanh. Huyện Như Xuân còn lại 1 thị trấn và 14 xã.
Ngày 5 tháng 8 năm 1999, thành lập xã Thanh Hòa trên cơ sở 9.187 ha diện tích tự nhiên và 1.813 nhân khẩu của xã Thanh Phong.
Ngày 9 tháng 1 năm 2004, giải thể thị trấn nông trường Bãi Trành để thành lập 2 xã Bãi Trành và Xuân Hòa.
Ngày 16 tháng 10 năm 2019, Ủy ban Thường vụ Quốc hội ban hành Nghị quyết số 786/NQ-UBTVQH14 về việc sắp xếp các đơn vị hành chính cấp xã thuộc tỉnh Thanh Hóa (nghị quyết có hiệu lực từ ngày 1 tháng 12 năm 2019). Theo đó:
- Sáp nhập xã Yên Lễ vào thị trấn Yên Cát
- Sáp nhập xã Xuân Quỳ vào xã Hóa Quỳ.

Huyện Như Xuân có 1 thị trấn và 15 xã như hiện nay.

## Hành chính
Huyện Như Xuân có 16 đơn vị hành chính cấp xã trực thuộc, bao gồm thị trấn Yên Cát (huyện lỵ) và 15 xã: Bãi Trành, Bình Lương, Cát Tân, Cát Vân, Hóa Quỳ, Tân Bình, Thanh Hòa, Thanh Lâm, Thanh Phong, Thanh Quân, Thanh Sơn, Thanh Xuân, Thượng Ninh, Xuân Bình, Xuân Hòa.
| Tên           | Diện tích (km²) | Dân số (người) |
| ------------- | --------------- | -------------- |
| Thị trấn (01) |                 |                |
| Yên Cát       | 31,27           | 10.072         |
| Xã (15)       |                 |                |
| Bãi Trành     | 25,56           | 6.063          |
| Bình Lương    | 71,83           | 3.480          |
| Cát Tân       | 15,90           | 3.107          |
| Cát Vân       | 25,98           | 3.044          |
| Hóa Quỳ       | 44,82           | 8.469          |
| Tân Bình      | 38,60           | 3.120          |

| Tên         | Diện tích (km²) | Dân số (người) |
| ----------- | --------------- | -------------- |
| Thanh Hòa   | 86,39           | 2.504          |
| Thanh Lâm   | 34,47           | 3.388          |
| Thanh Phong | 29,35           | 3.576          |
| Thanh Quân  | 41,06           | 5.789          |
| Thanh Sơn   | 31,26           | 3.124          |
| Thanh Xuân  | 36,90           | 3.031          |
| Thượng Ninh | 50,73           | 7.762          |
| Xuân Bình   | 40,39           | 6.474          |
| Xuân Hòa    | 117,23          | 3.824          |

## Kinh tế
- Tốc độ tăng trưởng GDP của Như Xuân là 7,6%/năm.
- Thu nhập bình quân đầu người: 642 USD/năm.
- Cơ cấu kinh tế: nông - lâm nghiệp 64%; công nghiệp - tiểu thủ công nghiệp 15%; dịch vụ - thương mại 21%.

## Du lịch
Như Xuân có nhiều địa điểm du lịch như thác Đồng Quan, chùa Yên Cát (Chùa Di Lạc), Đền Chín Gian, thác Cổng trời.

## Giáo dục
Toàn huyện có 3 trường có cấp học trung học phổ thông: Trường THPT Như Xuân, Trường THPT Như Xuân II, Trường THCS&THPT Như Xuân.